# West Ferriday
West Ferriday és una població dels Estats Units a l'estat de Louisiana. Segons el cens del 2000 tenia 1.541 habitants.

## Demografia
Segons el cens del 2000, West Ferriday tenia 1.541 habitants, 612 habitatges, i 411 famílies. La densitat de població era de 44,4 habitants/km².
Dels 612 habitatges en un 30,4% hi vivien nens de menys de 18 anys, en un 39,5% hi vivien parelles casades, en un 22,5% dones solteres, i en un 32,8% no eren unitats familiars. En el 29,7% dels habitatges hi vivien persones soles el 13,4% de les quals corresponia a persones de 65 anys o més que vivien soles. El nombre mitjà de persones vivint en cada habitatge era de 2,52 i el nombre mitjà de persones que vivien en cada família era de 3,14.
Per edats la població es repartia de la següent manera: un 29,6% tenia menys de 18 anys, un 7,9% entre 18 i 24, un 24,1% entre 25 i 44, un 23,9% de 45 a 60 i un 14,5% 65 anys o més.
L'edat mediana era de 37 anys. Per cada 100 dones de 18 o més anys hi havia 83,6 homes.
La renda mediana per habitatge era de 14.821 $ i la renda mediana per família de 20.714 $. Els homes tenien una renda mediana de 18.611 $ mentre que les dones 20.536 $. La renda per capita de la població era de 9.089 $. Entorn del 34,7% de les famílies i el 43,8% de la població estaven per davall del llindar de pobresa.

## Poblacions més properes
El següent diagrama mostra les poblacions més properes.